# Békési Sándor (tornász)
Békési Sándor (Debrecen, 1928. augusztus 27. – Budapest, 1994. március 4.) magyar tornász, főiskolai világbajnok, a Magyar Torna Sport Halhatatlanja, testnevelő tanár, edző.

## Élete
A Debreceni Torna Egyletben kezdett el tornázni. Aradi Gyula volt a nevelőedzője. A nagyon tehetséges tornász hamar Budapestre került a Vasas szakosztályába. Békési Sándor közel másfél évtizeden keresztül a női torna eredményeinek meghatározó szakembere volt. Tornászgenerációk sokaságát nevelte fel. Nagy munkabírású, kitűnő kapcsolatteremtő képességekkel rendelkező, igazi társasági ember volt. Imádta a családját és példamutató volt az a szereteten alapuló kapcsolat, ami apa és lánya között volt. Humora meghatározó és emlékezetes volt mindenki számára. Voltak nehéz pillanatok edzésein, vagy a versenyeken, de akkor tanítványainak mindig eszébe jutott örök érvényű mondása, hogy: "A tornaterem a vidám és örömteli testmozgások színtere"., ez mindenkit mosolyra fakasztott.

## Sportpályafutása
Főiskolai Világbajnokságon 1949-ben műszabadgyakorlatban, lóugrásban arany-, összetettben és gyűrűn ezüst-, nyújtón, korláton és lólengésben bronzérmet szerzett csapattagként. Tagja volt 1960-ban a római olimpián tizenkettedik helyezést elért magyar férfi csapatnak. Válogatott, olimpikon tornászként a kemény és fárasztó edzések mellett a vidámságot is fontosnak tartotta. Társai szerették, becsülték szorgalmáért és jó emberi tulajdonságaiért.

## Szakmai munkája
Szakmai felkészültsége révén a Testnevelési Főiskola torna tanszékének tanszékvezető tanára lett. Számtalan szakkönyv szerzője, társszerzője volt. Könyveit a Testnevelési Egyetem Könyvtárában a hallgatók vizsgáikhoz máig sokat forgatják.

## Edzői tevékenysége
A versenytornától soha nem szakadt el, női tornaedzőként nevelt kiváló tornászokat a Vasas színeiben. Békési „Sanyika” mindent kihozott a lányokból. Hihetetlen hatással tudta a tornászokat fanatizálni. Ha kellett könyörtelenül szigorú volt, s ha azzal nem tudott hatni a versenyzőire, akkor kiudvarolta a gyakorlatokat. Imádta és akarta a sikert. Számtalan bajnoksághoz, egyéni és csapat győzelemhez vezette a Vasas tornászlányokat. A mindennapos edzések során nem csak a kemény munkával foglalkozott, hanem jellemünk és szellemünk építésével is. Válogatott edzőként abban a kivételes szerencsében részesülhetett, hogy lányát, Békési Ilonát, is edzhette és olimpiai bronzéremhez segíthette. Ilike egy rendkívül súlyos sérülésből edző-édesapja segítségével felépülve jutott ki az olimpiára és segítette a magyar csapatot a bronzéremhez.

## Díjai
- Mesteredző (1964)
- A magyar tornasport halhatatlanja (2014)